# Hilary Duff
Hilary Erhard Duff (Houston, 28 de setembro de 1987) é uma atriz, cantora, compositora, autora e empresária norte-americana. Ela recebeu vários prêmios, incluindo sete Kids' Choice Awards, quatro Teen Choice Awards e dois Young Artist Awards, bem como duas indicações ao People's Choice Awards.
Duff começou sua carreira de atriz ainda jovem, sendo rapidamente rotulada de ídolo adolescente por seu papel como protagonista da série de comédia Lizzie McGuire (2001–2004), do Disney Channel, e do filme baseado na série, The Lizzie McGuire Movie (2003). Em seguida, ela apareceu em múltiplos filmes como Cadet Kelly (2002), Agent Cody Banks (2003), Cheaper by the Dozen (2003) e A Cinderella Story (2004). Posteriormente, ela participou de filmes independentes interpretando uma ampla gama de papéis com temáticas mais maduras, entre eles War, Inc. (2008), According to Greta (2009), Bloodworth (2011) e The Haunting of Sharon Tate (2019). Duff interpretou Kelsey Peters na série original mais duradoura da TV Land, Younger (2015–2021), bem como produziu e interpretou Sophie Tompkins na sitcom How I Met Your Father (2022–2023).
Musicalmente, Duff ganhou notoriedade após lançar seu álbum de estreia, o temático natalino Santa Claus Lane (2002), através da Buena Vista Records. Seu segundo álbum, Metamorphosis (2003), obteve grande sucesso, alcançando o topo da Billboard 200 e conquistando o certificado de platina quádrupla da Recording Industry Association of America (RIAA). Ela desfrutou de significante sucesso comercial com seus álbuns subsequentes lançados através da Hollywood Records; Hilary Duff (2004), Most Wanted (2005) e Dignity (2007). Após um hiato da música, Duff assinou com a RCA Records para seu quinto álbum, Breathe In. Breathe Out. (2015). Duff foi aclamada como inspiração por estrelas adolescentes da Disney, como Miley Cyrus, Demi Lovato e Selena Gomez, e vendeu cerca de 15 milhões de discos em todo o mundo.
Em adição à música e atuação, ela também co-escreveu uma trilogia de romances, começando com Elixir (2010), que tornou-se um best-seller do The New York Times, seguido das sequências Devoted (2011) e True (2013). O sucesso de Duff na indústria do entretenimento a levou a se aventurar nos negócios com suas próprias linhas de moda, como Stuff by Hilary Duff, Femme for DKNY e a coleção "Muse x Hilary Duff", uma colaboração com a GlassesUSA que foi creditado por ter impulsionado vendas da GlassesUSA para suas marcas premium. Ela também investiu em diversos negócios, desde cosméticos até produtos infantis.

## Biografia e Carreira

### 1987–2000: Primeiros anos e início de carreira
Duff nasceu em 28 de setembro de 1987, em Houston, Texas. Seus pais são Robert Erhard Duff, sócio de uma rede de lojas de conveniência, e Susan Colleen, uma dona de casa que se tornou produtora de filmes e música. Duff tem uma irmã mais velha chamada Haylie. Ela foi criada entre Houston e San Antonio, onde ficam as lojas de conveniência de seu pai. Encorajados por sua mãe, Hilary e sua irmã se matricularam em aulas de interpretação, canto e balé. As irmãs ganharam papéis em produções teatrais locais e, mais tarde, participaram de uma turnê da adaptação de O Quebra-Nozes, da companhia de balé BalletMet, em San Antonio. Cada vez mais interessadas na indústria do entretenimento, as irmãs Duff e sua mãe se mudaram para a Califórnia em 1993, enquanto seu pai ficou em Houston para cuidar de seus negócios. As irmãs fizeram diversos testes ao longo dos anos, e foram escaladas para muitos comerciais de televisão, e também realizaram diversos trabalhos de modelo para algumas marcas de roupas. Devido a sua carreira de atriz, Duff estudou em casa desde os oito anos de idade.
Durante seus primeiros anos como atriz, Duff desempenhou papéis pequenos, como na minissérie de faroeste True Women (1997), e na comédia dramática Playing by Heart (1998). Em 1998, Duff conseguiu seu primeiro papel de destaque como Wendy no filme Casper Meets Wendy, baseado nos personagens da Harvey Comics. Em 1999, atuou como Ellie no telefilme The Soul Collector, e recebeu um Young Artist Award de "Melhor Performance em Filme para TV ou Piloto (Jovem Atriz Coadjuvante)". Em março de 2000, Duff apareceu como paciente no seriado médico, Chicago Hope, e também gravou o episódio piloto do sitcom Daddio da NBC, no entanto, os produtores a dispensaram antes da exibição do programa.

### 2000–2006: Sucesso na atuação e na música
Após ser dispensada de Daddio, Duff conseguiu o papel-título de uma nova série do canal Disney Channel, intitulada, Lizzie McGuire. A série estreou em 12 de janeiro de 2001, e logo se tornou líder de audiência no canal. Devido o sucesso, a Disney começou a comercializar a série através de trilhas sonoras, livros, bonecas, brinquedos e videogames baseados na personagem de Duff. Em 2002, Duff estrelou o filme original do Disney Channel, Cadet Kelly, que se tornou a estréia de maior audiência do canal, até então, com 7.8 milhões de telespectadores. Duff começou a fazer aparições em várias trilhas sonoras de produções da Disney, gravando um cover de "The Tiki Tiki Tiki Room" para o álbum DisneyMania, e um cover da música "I Can't Wait", de Brooke McClymont, para a trilha sonora de Lizzie McGuire. Ao manifestar interesse em uma carreira musical, a Walt Disney Records iniciou a produção de seu primeiro álbum de estúdio. O álbum natalino, Santa Claus Lane, foi lançado em outubro de 2002, pela Buena Vista, e recebeu certificação de ouro, por vender mais de 500 mil cópias nos EUA. Posteriormente, Duff assinou um contrato de gravação com a Hollywood Records (também pertencente ao grupo Disney), para lançamentos futuros.

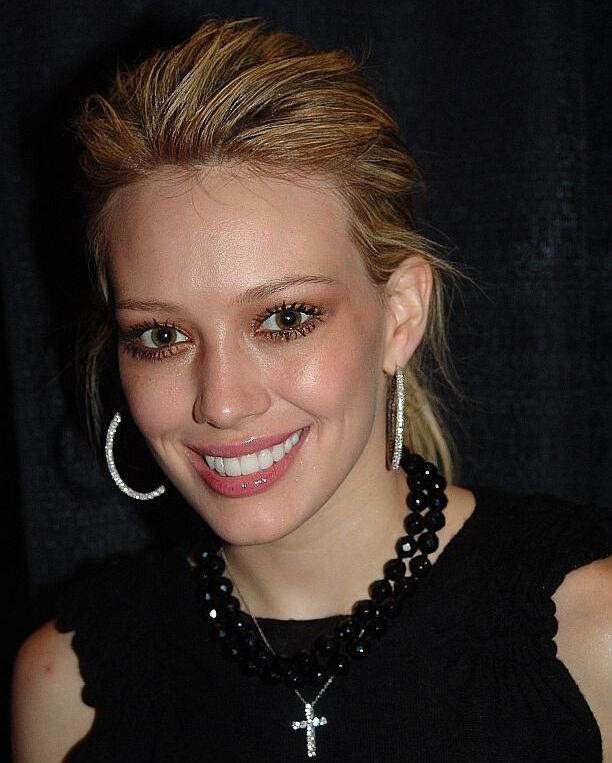
Duff em 2005

Em 2003, Duff estrelou ao lado do ator Frankie Muniz, no filme Agent Cody Banks, e repetiu seu papel de Lizzie McGuire na versão cinematográfica da série, The Lizzie McGuire Movie. O filme também apresenta Duff interpretando a personagem Isabella Parigi, uma popstar italiana que é confundida com McGuire. Para a trilha sonora do filme, Duff gravou as canções "What Dreams Are Made Of"  e "Why Not", a última foi lançada como seu single, e chegou ao top 20 na Austrália, e na Nova Zelândia, sendo sua primeira música a entrar numa parada mundial. A trilha sonora de The Lizzie McGuire Movie recebeu o certificado de Platina Dupla nos EUA, por 2 milhões de cópias vendidas.
Duff lançou seu segundo álbum de estúdio, Metamorphosis, em agosto de 2003. O álbum se tornou um grande sucesso, e estreou no topo da Billboard 200 nos EUA, vendendo mais de três milhões de cópias no País, recebendo uma certificação de Platina Tripla pela RIAA. Ao todo, Metamorphosis, vendeu mais de cinco milhões de cópias mundialmente. O álbum gerou os singles "So Yesterday", que recebeu certificação de Platina na Austrália, e "Come Clean", que se tornou seu primeiro sucesso nos Estados Unidos, alcançando o número 35 na Billboard Hot 100, e recebendo uma certificação de Ouro da RIAA. A canção também foi usada como música tema da série da MTV, Laguna Beach: The Real Orange County. A faixa "Sweet Sixteen" também foi usada como tema de uma série da MTV de mesmo nome. Duff continuou a promover seu álbum com a turnê "Metamorphosis Tour", que teve inicio em novembro de 2003. No mesmo ano, Duff co-estrelou com o ator Steve Martin, a comédia familiar Cheaper by the Dozen, que foi mais um sucesso de bilheteria.
Lizzie McGuire teve seu episódio final exibido em 14 de fevereiro de 2004, após 65 episódios. Apesar dos relatos de negociações para um segundo filme, e um spin-off da série para o canal ABC, os planos não avançaram. Em 2004, ela estrelou ao lado do ator Chad Michael Murray, a comédia romântica A Cinderella Story, que fez um sucesso moderado nas bilheterias, mas acabou se tornando seu filme mais popular. Seu terceiro álbum de estúdio auto-intitulado, foi lançado em 29 de setembro de 2004. Com elementos de pop rock proeminentes, foi bastante comparado com trabalhos lançados por Avril Lavigne e Ashlee Simpson, na mesma época. Hilary Duff estreou na segunda colocação da Billboard 200, e vendeu mais de 1,8 milhões de cópias nos Estados Unidos. O álbum gerou apenas um single "Fly", que não apareceu na Billboard Hot 100. Várias datas da turnê do álbum se esgotaram em minutos. No final do ano, Duff estrelou o drama musical Raise Your Voice, que foi duramente criticado e não obteve o sucesso esperado nas bilheterias. Suas interpretações em A Cinderella Story e Raise Your Voice renderam sua primeira indicação ao Framboesa de Ouro de Pior Atriz em 2004.
Em 2005, Duff estrelou a comédia romântica The Perfect Man. Em agosto, Duff lançou sua primeira coletania de sucessos, intitulada Most Wanted. O álbum trouxe músicas de seus álbuns anteriores, bem como remixes e novas faixas, incluindo "Wake Up", que se tornou seu segundo single a ser certificado como Ouro pela RIAA. A álbum estreou em primeiro lugar na Billboard 200, e vendeu mais de um milhão de cópias um mês após o seu lançamento. Mais tarde, Duff apareceu na sequencia do filme Cheaper by the Dozen 2, que resultou em sua segunda nomeação ao Framboesa de Pior Atriz em 2005.
Em 2006, Duff atuou com sua irmã Haylie Duff, na comédia satírica Material Girls. O filme rendeu a ambas uma indicação ao prêmio Framboesa de Pior Atriz. e também foram indicadas na categoria Pior Dupla do Cinema. Para o filme, as irmãs colaboraram em uma versão cover do single "Material Girl" de Madonna. Duff lançou seu primeiro perfume, "With Love... Hilary Duff", em setembro de 2006, sendo distribuído pela companhia Elizabeth Arden. A fragrância mais tarde começou a ser comercializada pelo mundo, e se tornou uma das fragrância mais vendidas em 2006.

### 2007–2010:Dignity, Nova imagem eGossip Girl

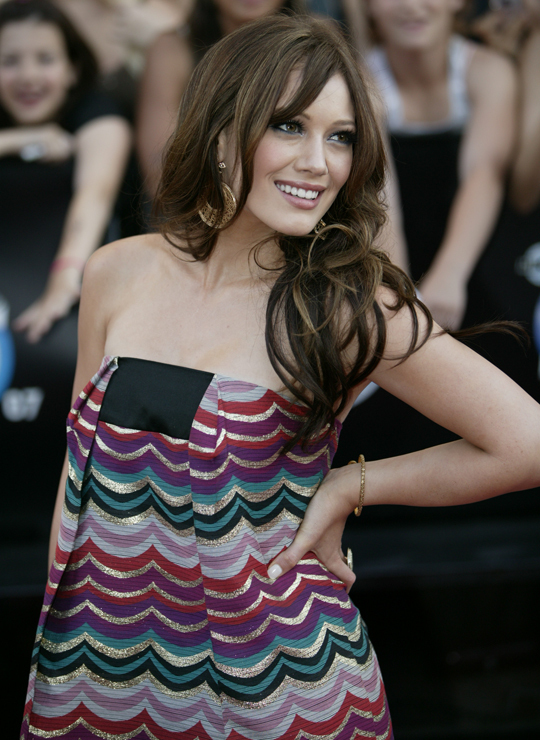
Hilary no tapete vermelho do MuchMusic Video Awards em 2007.

Em 2007, foi confirmado que os pais de Duff haviam se separado após infidelidade por parte de seu pai. No meio do drama em sua vida pessoal, Duff começou a trabalhar em seu quarto álbum de estúdio. Duff co-escreveu treze das catorze canções do álbum O trabalho final resultou em Dignity (2007), um álbum dance e electropop, com uma Duff mais madura e de cabelos escuros. O álbum recebeu elogios da crítica, sendo seu trabalho mais bem avaliado. Dignity estreou no número três da Billboard 200, vendendo 140.000 cópias na primeira semana, e recebeu certificação de Ouro pela RIAA. "Play with Fire" foi lançado como o primeiro single em 21 de agosto de 2006. O segundo single, "With Love", foi o mais bem sucedido, atingindo a posição 24 na Billboard Hot 100. O terceiro single, "Stranger", alcançou a posição 97 na Hot 100. Ambos chegaram no topo da Billboard Hot Dance Club Play. Um especial de televisão intitulado Hilary Duff: This Is Now, foi exibido na MTV, e mostra os preparativos do álbum, e a transformação de Duff para a nova fase. Para promover o álbum, Duff embarcou em sua quarta turnê de shows, a "Dignity Tour", entre julho de 2007 e fevereiro de 2008. A tour rendeu o registro, "Hilary Duff: Live at Gibson Amphitheatre August 15th, 2007", que originalmente seria lançado em DVD em 2008, mas acabou cancelado pela Hollywood Records, sendo liberado para download no iTunes, em 2010.

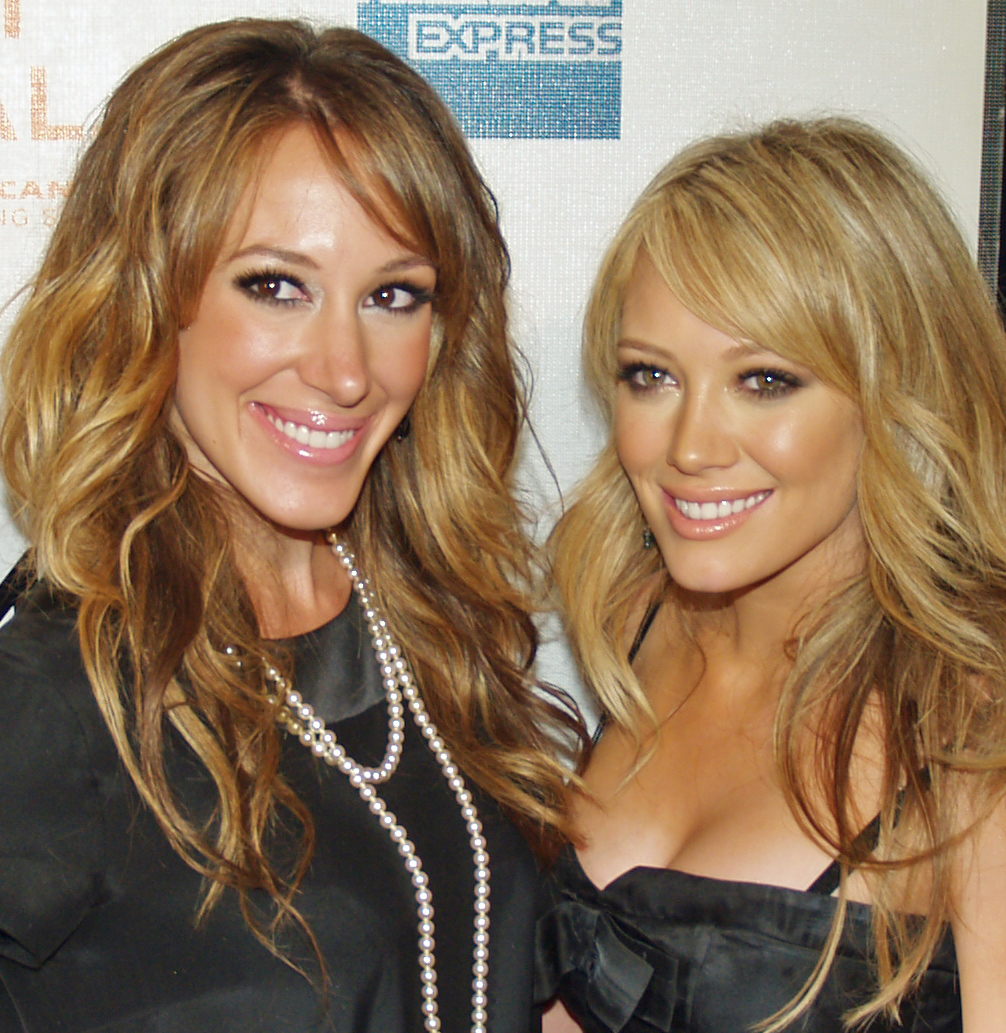
As irmãs Duff na estreia de War, Inc, no Festival de Cinema de Tribeca, em 28 de abril de 2008

A nova imagem de Duff levou a mídia a considerá-la um "símbolo sexual". Essa imagem foi reforçada por sua atuação no filme de sátira política War, Inc. (2008), no qual Duff retratou uma sensual estrela do pop da Ásia Central, chamada, Yonica Babyyeah. Duff gravou as músicas "Boom Boom Bang Bang" e "I Want to Blow You Up" para a trilha sonora do filme. Em 2008, Duff confirmou que lançaria mais um álbum de grandes êxitos, para cumprir seu contrato com a Hollywood Records. Best of Hilary Duff não recebeu nenhuma promoção antes de seu lançamento, estreando no número 125 na Billboard 200. A compilação incluiu o single "Reach Out", que utilizou amostras da canção "Personal Jesus", da banda Depeche Mode. A música apresentava uma letra provocativa, assim como seu videoclipe, onde Duff aparece chupando o polegar de um homem. Esse se tornou seu terceiro single consecutivo no topo da Hot Dance Club Play.
Em 2009, Duff interpretou a personagem título do filme According to Greta, que narra a vida de uma adolescente suicida e rebelde. No mesmo ano, ela atuou no filme What Goes Up, como uma sedutora narcisista. Embora tenha recusado um papel principal no drama 90210, do canal The CW, ela foi confirmada como uma personagem recorrente na terceira temporada da série Gossip Girl. Duff interpretou a famosa atriz Olivia Burke, que se matriculou na Universidade de Nova Iorque em busca de uma experiência universitária tradicional. A personagem de Duff tem um relacionamento amoroso com o personagem principal Dan Humphrey, e mais tarde, os dois formam um triângulo com a amiga de Humphrey, Vanessa Abrams. Ela ganhou um Teen Choice Award de "Melhor Rouba Cena Feminina" por Gossip Girl.

### 2010–2014: Autora de livros e Filmes independentes

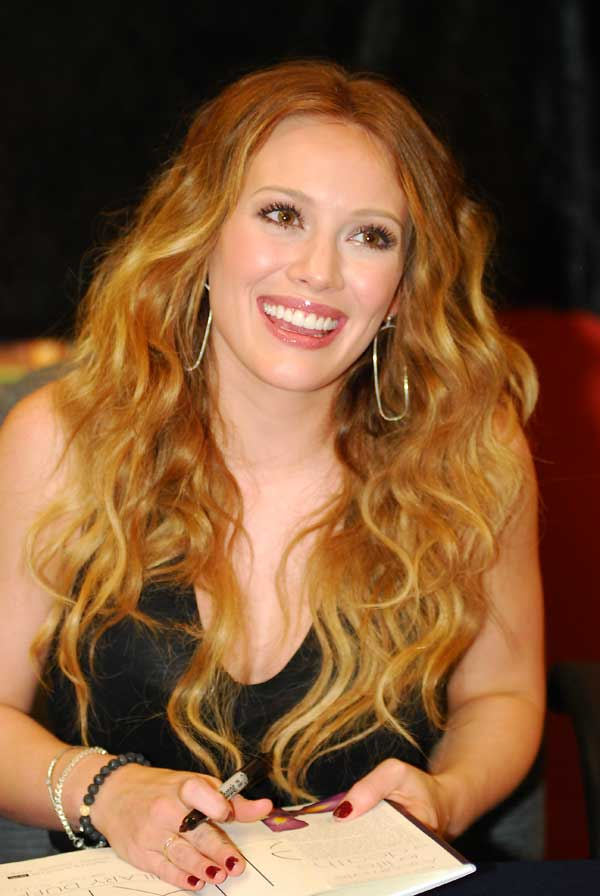
Duff autografando seu livro Elixir em 2010

Em 2010, Duff estrelou o telefilme da ABC Family, Beauty & the Briefcase, interpretando uma colunista de uma revista de moda que escreve sobre os seus encontros amorosos. O filme atraiu 2,4 milhões de espectadores em sua estreia. Depois disso, ela apareceu em um episódio da série Community da NBC, e atuou como a filha adolescente de um alcoólatra promíscuo, no drama Bloodworth, no qual, a crítica do The Examiner, escreveu que a "maior surpresa de desempenho [no filme] provavelmente pertence a Hilary Duff". No mesmo ano, Duff assinou um contrato como autora com a Simon & Schuster. Publicado em outubro de 2010, Elixir, foi seu primeiro romance jovem-adulto, resultante da colaboração entre Duff e Elise Allen. Posteriormente, foi lançado internacionalmente e tornou-se um best-seller do New York Times.
No ano seguinte, Duff co-estrelou a comédia independente Stay Cool (2011). ao lado de Winona Ryder, e outros nomes famosos. Em outubro de 2011, Duff lança Devoted, continuação do livro Elixir. Naquele mesmo mês, Duff afirmou ao E! Online que estava trabalhando emnovas músicas. Em 2012, ela estrelou a comédia, She Wants Me, como uma celebridade que entra em um triângulo amoroso. Em agosto de 2012, Duff assina um contrato com a 20th Century Fox para desenvolver e produzir uma sitcom em que ela estrelaria. No entanto, este plano não foi concluído. Em setembro, ela apareceu como jurada convidada no programa Project Runway. No início de 2013, Duff participou da série Raising Hope, da Fox. Mais tarde, ela atuou no final da décima temporada de Two and a Half Men. Em abri de 2013, Duff lançou o terceiro e último romance de sua trilogia Elixir, intitulado True.

### 2014–2017:YoungereBreathe In. Breathe Out.

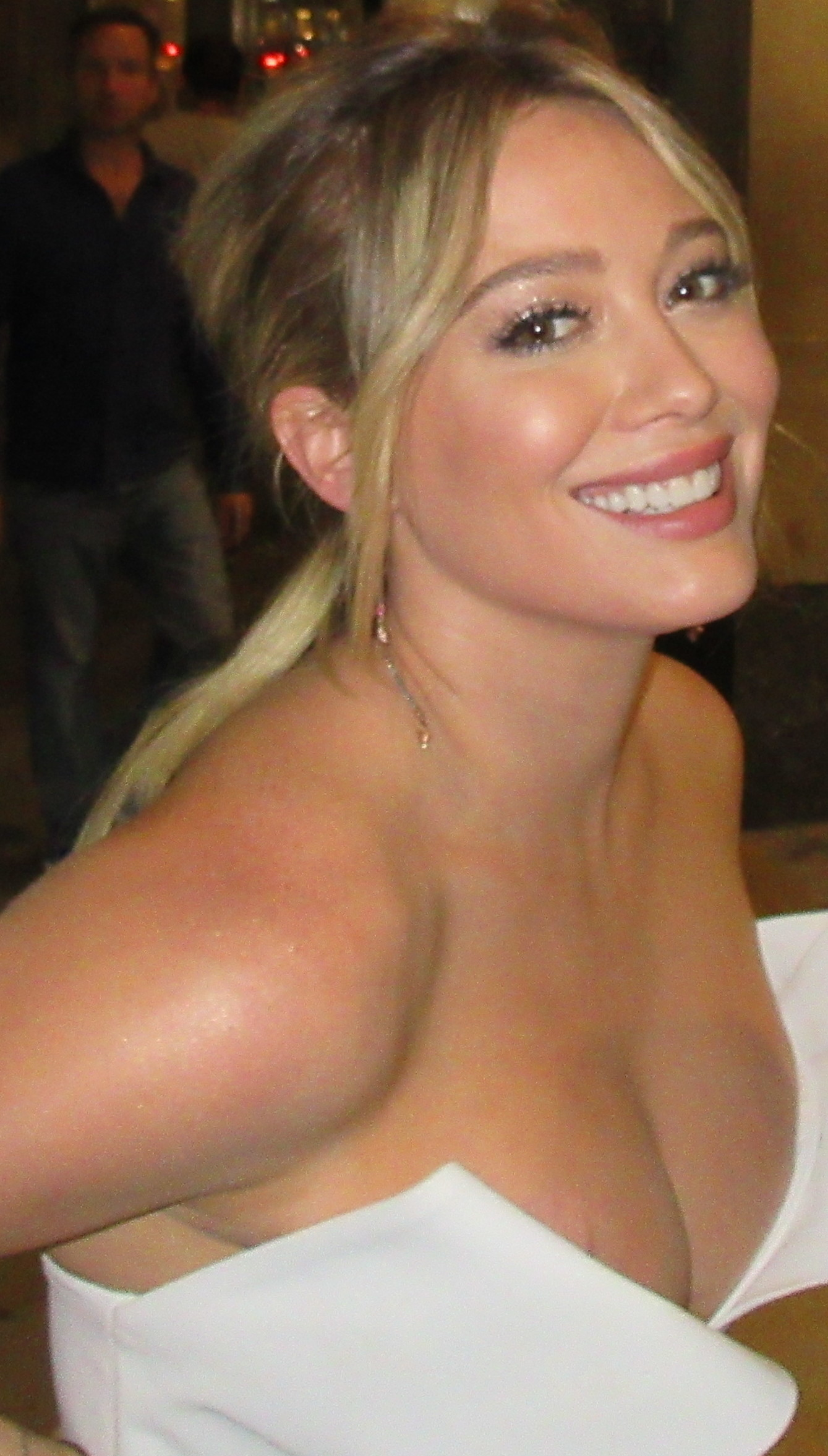
Duff em 2017

Em 15 de janeiro de 2014, foi anunciado que Duff havia assinado um contrato para estrelar com a atriz Sutton Foster, o piloto da série Younger. A série é baseada em um romance de Pamela Redmond Satran, sendo criada e produzida por Darren Star para a TV Land. Duff foi escalada para interpretar Kelsey Peters, uma "ambiciosa de 20 e poucos anos", que persuade a personagem de Foster a trabalhar em uma editora. Em abril de 2014, foi anunciado que o piloto havia sido escolhido, e teria uma temporada de 12 episódios. Younger estreou em 31 de março de 2015, alcançando uma boa audiência, e recebendo criticas positivas, sendo renovada para uma segunda temporada em abril de 2015, uma terceira em 6 de janeiro de 2016, e uma quarta temporada em 14 de junho de 2016. Seu desempenho como Kelsey Peters lhe rendeu elogios e duas indicações de "Atriz Favorita de TV a Cabo", no People's Choice Awards de 2016 e 2017, e duas indicações ao Teen Choice Awards, em 2019.
Duff participou da edição de 2014 do iHeartRadio Music Awards, transmitida em 1 de maio de 2014, onde confirmou que estava trabalhando em novas músicas com o compositor Savan Kotecha, e o cantor Ed Sheeran. Em 23 de julho de 2014, foi revelado que Duff havia assinado com a RCA Records. Ela lançou o primeiro single do novo álbum, "Chasing the Sun", junto de seu clipe, em 29 de julho de 2014. A canção entrou na Billboard Hot 100 no número 79. O videoclipe alcançou a marca de quatorze milhões de visualizações em sua semana de lançamento no YouTube. O segundo single do álbum, "All About You", foi lançado em 12 de agosto, não conseguiu entrar no Hot 100, mas entrou na parada Mainstream Top 40, e conseguiu um top 20 na Austrália, onde mais tarde recebeu uma certificação de Ouro da ARIA. O terceiro single "Sparks", foi lançado em 6 de abril de 2015, e alcançou o número 93 na Billboard Hot 100, e sua quarta canção a aparecer no top 10 da Billboard Dance Club Songs. Seu quinto álbum de estúdio, Breathe In. Breathe Out. foi lançado em 12 de junho de 2015, estreando no número 5 na Billboard 200. Duff planejou fazer uma turnê de apoio ao álbum, o que não ocorreu. Em junho de 2016, ela divulgou um trecho de uma nova música chamada "Tied to You", através de publicação no Snapchat.

### 2018–2020: O quase retorno deLizzie McGuireeThe Haunting of Sharon Tate
Em 2018, Duff dublou a personagem principal da animação, Meet Your Tooth Fairy. No mesmo ano, ela anunciou que estava produzindo e atuando em um filme independente, intitulado The Haunting of Sharon Tate, relacionado ao assassinato da atriz Sharon Tate. O filme foi lançado em abril de 2019, no Festival de Filmes Independentes Hollywood Reel, e Duff ganhou o prêmio de Melhor Atriz por sua interpretação. O longa recebeu criticas negativas, inclusive de Debra Tate, irmã de Sharon. Após o filme, Duff viajou para Dunfermline, na Escócia, para filmar sua participação em um episódio da décima temporada do programa Who Do You Think You Are?. O episódio revelou que o Rei da Escócia, Roberto de Bruce, é o 21º bisavô materno de Duff.
Duff anunciou durante a D23 Expo em agosto de 2019, que uma nova temporada de Lizzie McGuire seria produzida e lançada no serviço de streaming Disney+. A criadora Terri Minsky retornaria, com Duff atuando como a personagem principal e produtora executiva. O enredo da série giraria em torno de McGuire, agora com 30 anos e morando em Nova York. No entanto, em 9 de janeiro de 2020, após as filmagens de dois episódios, foi relatado que Minsky saiu do projeto devido a "diferenças criativas", e a produção da série foi interrompida. Duff revelou que a Disney havia restringido o projeto a classificação livre. Ela alegou que restringi-lo a tal classificação seria um "desserviço" aos fãs e a personagem, e pediu que fosse transferido para o Hulu.  No entanto, em 16 de dezembro de 2020, ela confirmou que o retorno foi descartado pelo Disney+. No mesmo dia, a Disney emitiu uma declaração ao USA Today, argumentando que os fãs do programa "têm grandes expectativas por novas histórias" e que eles adiariam o programa "até que estejamos confiantes de que podemos atender a essas expectativas".
Em fevereiro de 2020, o produtor musical RAC lançou o single "Never Let You Go", um cover da banda Third Eye Blind, que contou com Duff e seu marido Matthew Koma nos vocais. No mesmo mês, ela fez uma participação no videoclipe do single "CVS" da banda de Koma, "Winnetka Bowling League", e no videoclipe do single seguinte da banda, "Kangaroo", que foi lançado em maio daquele ano.

### 2021–atualmente:How I Met Your Fathere Livros Infantis
Duff lançou um livro infantil ilustrado intitulado My Little Brave Girl, em março de 2021. Ela disse que foi inspirada a escrever este livro por sua filha Banks. O livro é destinado a mães e filhas de 3 a 7 anos. O livro estreou em 8º lugar na lista de mais vendidos do The New York Times na categoria de livros infantis ilustrados. Em abril, ela anunciou que estrelaria um spinoff de How I Met Your Mother intitulado How I Met Your Father, para o Hulu. Além de estrelar como personagem principal Sophie, ela também é produtora do programa. Em julho de 2021, foi lançada digitalmente a trilha sonora de Younger, incluindo o cover de "9 to 5" de Dolly Parton , que ela interpretou na estreia da sexta temporada com suas colegas de elenco, Sutton Foster e Miriam Shor, e também foi incluído o cover de "Little Lies" do Fleetwood Mac, que Duff gravou para divulgar a série em 2016.
How I Met Your Father estreou em 18 de janeiro de 2022. Em 15 de fevereiro de 2022, o Hulu renovou a série para uma segunda temporada de 20 episódios. Em setembro de 2023, a série foi cancelada após duas temporadas. Seu segundo livro infantil ilustrado, foi lançado em novembro de 2023, intitulado My Little Sweet Boy.

## Estilo musical
Os primeiros álbuns de Duff foram marcados pelo estilo pop rock. O lançamento de seu segundo álbum de estúdio, fez os críticos compararem seu trabalho com o de Avril Lavigne.
Seu quarto álbum de estúdio, Dignity (2007), que foi influenciado pelos gêneros europop, hip hop e rock 'n roll. Duff descreveu as músicas como "dance", "rock" e "electro". Duff co-escreveu todas as canções do álbum, menos uma, no qual focou em diversos tópicos, entre eles sobre seu stalker, seu término com Joel Madden e o divórcio de seus pais.
Seu lançamento de 2014, "All About You" , foi influenciado pelos gêneros folk e indie pop. Porém, para o lançamento do álbum Breathe In. Breathe Out. (2015), Duff optou pelo dance-pop, balanceado os gêneros EDM e folk pop. Esse álbum expande o o estilo de seu trabalho anterior, consolidando Duff como um cantora de dance-pop.

## Imagem pública e Legado

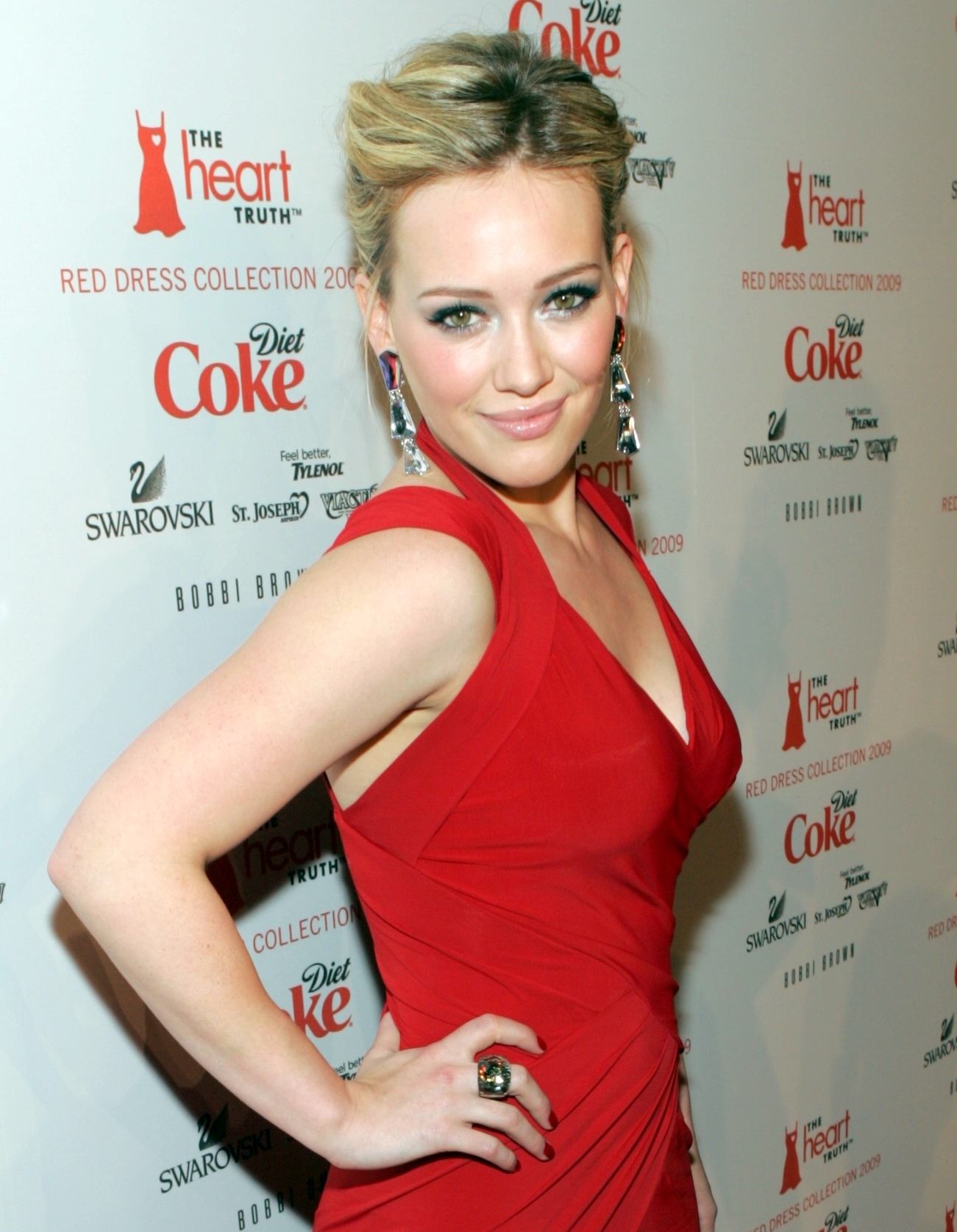
Duff no desfile de moda da coleção de vestidos vermelhos The Heart's Truth em 2009.

Duff foi creditada como o renascimento da Hollywood Records, com o lançamento de Metamorphosis (2003). O jornal San Fernando Valley Business escreveu que o sucesso do álbum estava "dando à Hollywood Records uma injeção de ânimo", depois que um declínio nas vendas durante os dois anos anteriores, forçaram a gravadora a reduzir custos e alterar sua operação. A bem sucedida carreira de Duff na televisão, cinema e música, se tornou uma fórmula que a Hollywood Records implementou em outras apostas da empresa, como, Miley Cyrus, Selena Gomez, Demi Lovato, entre outros. Artistas como Miley Cyrus, Selena Gomez, Demi Lovato, Ariana Grande e Keke Palmer, citam Duff como influência em suas carreiras.
Sua transição de estrela adolescente para adulta foi elogiada por alguns críticos e pelo público, e é frequentemente comparada com a transição de outras estrelas adolescentes. Em 2007, a aparição de Duff na capa da revista Maxim foi acompanhada pela declaração de que ela havia ido "de rainha dos adolescentes ao símbolo sexual". Depois disso, Duff ficou em 23.º lugar na lista anual "Hot 100 Women" da Maxim,, além de ser regularmente listada na lista anual das 100 Mulheres Mais Sensuais da FHM (ela alcançou o oitavo lugar em 2008).
Após o nascimento de seu primeiro filho, Luca, Duff foi o centro das críticas por seu corpo pós-gravidez. Em 2013, Duff disse que ela demorou um ano para perder o peso da gravidez. Duff afirmou que ela reformulou sua dieta e contratou um personal trainer para treiná-la no boxe, o que foi uma das maneiras que ela escolheu para perder peso, além de andar de bicicleta. O método lento, mas saudável, de Duff em livrar-se de seu peso pós-gravidez foi elogiado por especialistas em saúde, e foi procurado pela atriz Tia Mowry, que citou Duff como seu ídolo para uma maneira saudável e segura de perder peso. Em 2014, Duff expressou sua indignação no Twitter em relação a dois paparazzi que estavam tirando fotos de seu filho sem o seu consentimento. Ela escreveu: "Eu escolhi deixá-los com um aviso severo, da próxima vez eu não serei tão agradável. #NoKidsPolicy". A hashtag refere-se a um projeto de lei que foi apoiado por outras atrizes como Halle Berry e Jennifer Garner, que proíbe paparazzi de tirarem fotos de crianças de celebridades.
Em fevereiro de 2020, Duff postou um vídeo em seu Instagram documentando seu confronto com um fotógrafo que estava tirando fotos de seu filho em um jogo de futebol. Ela esclareceu a situação no dia seguinte, dizendo que era "realmente muito frustrante" e que a polícia rejeitou sua reclamação porque ela estava em um parque público quando o incidente aconteceu. Ela expressou sua insatisfação e exigiu que a lei fosse alterada.

### Perseguição
Em 2006, Duff foi perseguida por um imigrante russo de 19 anos, identificado como Max, e seu companheiro de quarto de 50 anos, David Joseph Klein. Ela pediu ordens restritivas contra os dois homens, alegando que Max "ameaçou se matar" para chamar sua atenção. Ela também alegou que ele ameaçou "remover inimigos" que estão em seu caminho, incluindo o namorado de Duff ,na época, Joel Madden. Max, mais tarde identificado como Maksim Myaskovskiy, e foi condenado a 117 dias de prisão.

### Controvérsia
Duff chamou a atenção da imprensa no Dia das Bruxas de 2015, devido as fantasias que ela e o ex-namorado Jason Walsh usaram para uma festa. Duff e Walsh usavam um traje de peregrino e nativo americano, respectivamente, recebendo críticas de vários usuários das redes sociais, acusando-os de apropriação cultural. Após as reações negativas, tanto Duff e Walsh postaram mensagens de desculpas em suas contas. O casal se separou em novembro de 2016.

## Vida Pessoal
Em 2001, confirmou-se que Duff estava em um relacionamento com o astro adolescente Aaron Carter. Carter participou de um episódio de Lizzie McGuire. O relacionamento atraiu a atenção da mídia com relatos de um triângulo amoroso entre Duff, Carter e a atriz Lindsay Lohan. Duff e Carter mantiveram um relacionamento de idas e voltas durante três anos, até terminarem definitivamente. Em julho de 2004, com 16 anos, Duff começou a namorar Joel Madden, vocalista da banda Good Charlotte, que tinha 25 anos. Depois de um longo período de especulação a mãe de Duff, Susan, confirmou o relacionamento em uma entrevista para a revista Seventeen. Madden trabalhou com Duff em seu álbum de compilação, Most Wanted. Em novembro de 2006, Duff e Madden se separaram.
Em 2007, Duff começou a namorar o jogador canadense da NHL Mike Comrie. Eles anunciaram o noivado em fevereiro de 2010, e se casaram em 14 de agosto de 2010, em Santa Bárbara, Califórnia. Duff anunciou sua gravidez em julho de 2011, e deu à luz a seu primeiro filho, Luca, em março de 2012. Em fevereiro de 2015, Duff pediu o divórcio de Comrie, alegando diferenças irreconciliáveis e solicitando a guarda conjunta física e legal de seu filho. O divórcio foi finalizado em fevereiro de 2016. Após sua separação, Duff namorou o personal trainer Jason Walsh, de agosto de 2015 a novembro de 2016.
Duff assumiu seu relacionamento com o produtor musical Matthew Koma, em janeiro de 2017. Eles trabalharam juntos em seu álbum de 2015, Breathe In. Breathe Out. Duff e Koma ficaram noivos em maio de 2019, e se casaram em 21 de dezembro de 2019. Eles têm três filhas: Banks, nascida em outubro de 2018, Mae, nascida em março de 2021, e Townes, nascida em maio de 2024.

## Filantropia

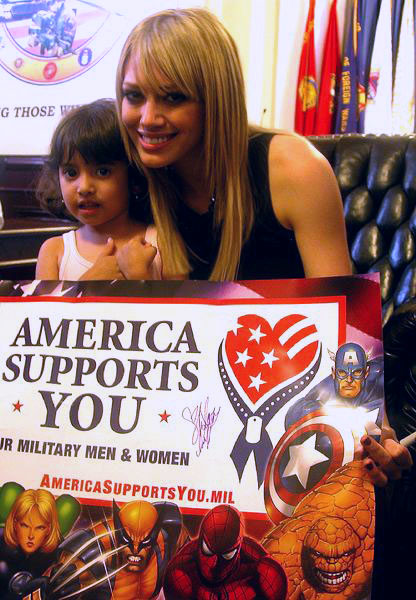
Hilary em Capitol Hill para a Semana Nacional das Famílias de Militares, em 2005.

Duff está envolvida com várias instituições de caridade e causas, sendo algumas delas, a "Save the Children", que tem como objetivo arrecadar fundos para crianças de baixa renda. e a "I Am Waters", que garante o fornecimento de água limpa e fresca para pessoas em situação de rua nos EUA. Em 2005, ela doou 250.000 dólares para ajudar as vítimas do Furacão Katrina, em Nova Orleans. Em agosto de 2006, viajou para uma escola fundamental de Nova Orleans, e trabalhou como voluntaria distribuindo refeições. Também tem servido no Conselho Consultivo da "Audrey Hepburn Child Benefit Fund", e também do "Kids with a Cause". Em outubro de 2008, estrelou a campanha, "Think Before You Speak" (Pense Antes de Falar), que tinha o objetivo evitar que adolescentes usassem vocabulário ofensivo contra a comunidade LGBT. Em julho de 2009, foi nomeada como Jovem Embaixadora das crianças da capital colombiana, Bogotá, e passou cinco dias no país, distribuindo mochilas cheias de comida para crianças carentes.
Em 2010, enviou alimentos e medicamentos para as vítimas do terremoto no Haiti, e fez uma doação para ajudar na construção de hospitais e escolas. Em 2012, Duff se envolveu na campanha "Johnson's Baby Cares", que incluiu atividades como o envio de kits de cuidados e cartões de cuidados para novas mães de baixa renda nos EUA. Duff esteve entre as celebridades que participaram do Teleton de 2017, arrecadando fundos para as vitimas das tempestades de Houston. Em 2018, enviou kits de comida para comunidades havaianas, durante um período de enchentes na área.
Em 2020, Duff doou produtos para bebês a pais necessitados durante a pandemia de COVID-19, por meio de sua marca "Happy Little Camper".  Em outubro de 2020, ela lançou a campanha de doações "Veeda in Action", por meio de sua linha de cuidados femininos "Veeda", para arrecadar fundos para a organização global sem fins lucrativos, PERIOD, que tem como objetivo de acabar com a pobreza menstrual, levando absorventes a mulheres necessitadas.

## Empreendimentos
Duff lançou sua primeira linha de roupas, "Stuff by Hilary Duff", em 2004. A coleção foi distribuída pela loja Target nos Estados Unidos, Kmart na Austrália, Zellers no Canadá, e Edgars Stores na África do Sul. Em 2009, Duff colaborou com a DKNY Jeans, onde criou uma coleção de peças especiais. Com o objetivo de projetar uma linha de roupas para garotas da sua idade, ela colaborou com a linha Femme for DKNY, que estreou em agosto de 2009.
Em janeiro de 2017, Duff tornou-se investidora da linha de cosméticos "Kopari Beauty", ao lado de outras celebridades como Ashton Kutcher, Mila Kunis e Karlie Kloss. Em janeiro de 2018, ela lançou uma linha colaborativa de óculos com a GlassesUSA, intitulada "Muse x Hilary Duff". Devido ao sucesso de vendas, Duff lançou uma edição limitada de sua coleção "Muse x Hilary Duff", chamada de "Bold Capsule". Em novembro, Duff se tornou investidora do produto infantil 2-em-1 viral "Cubcoat", ao lado de outras celebridades como, Will Smith, e arrecadaram 4,85 milhões de dólares. No mesmo mês, ela lançou uma coleção de roupas para crianças com irmã Haylie, "Little Moon Society", além de uma versão festiva "Holiday Capsule" de sua coleção de óculos. Em janeiro de 2019, Duff voltou a fazer investimentos, desta vez com a atriz Chelsea Handler, para a linha de cosméticos Nudestix.
Em 18 de maio de 2022, Duff se tornou sócia da empresa de roupas infantis Carter's, e criou uma coleção de roupas para crianças. Em novembro de 2023, ela anunciou que se tornou diretora chefe da Below 60°, uma linha de produtos de fragrâncias para casa, foi lançada no mesmo mês.

## Filmografia

### Cinema
| Ano  | Título                       | Papel                            |
| ---- | ---------------------------- | -------------------------------- |
| 1998 | Gasparzinho e Wendy          | Wendy                            |
| 1999 | O Colecionador de Almas      | Ellie                            |
| 2001 | A Natureza Quase Humana      | Lila Jute (jovem)                |
| 2002 | Cadete Kelly                 | Kelly Collins                    |
| 2003 | O Agente Teen                | Natalie Connors                  |
| 2003 | Lizzie McGuire: O Filme      | Lizzie McGuire / Isabella Parigi |
| 2003 | Doze é Demais                | Lorraine Baker                   |
| 2004 | A Nova Cinderela             | Sam Montgomery/Cinderella        |
| 2004 | Na Trilha da Fama            | Terri Fletcher                   |
| 2005 | Paixão de Aluguel            | Holly Hamilton                   |
| 2005 | Doze é Demais 2              | Lorraine Baker                   |
| 2006 | Material Girls               | Tanzie Marchetta                 |
| 2008 | Guerra S.A. Faturando Alto   | Yonica Babyyeah                  |
| 2009 | E se o Amor Acontece         | Shasta O'Neil                    |
| 2009 | Caminhos                     | Lucy Diamond                     |
| 2009 | Greta                        | Greta                            |
| 2010 | Beleza no Mundo dos Negócios | Lane Daniels                     |
| 2010 | Bloodworth                   | Raven Halfacre                   |
| 2012 | Ela me quer                  | Kim Powers                       |
| 2016 | Bando de Caras               | Amanda L. Benson                 |
| 2019 | A Maldição de Sharon Tate    | Sharon Tate                      |

### Televisão
| Ano       | Título                   | Papel                           | Notas |
| --------- | ------------------------ | ------------------------------- | --- |
| 2000      | Chicago Hope             | Jessie Seldon                   | "Cold Hearts" (6ª temporada, episódio 17)                                                                                                   |
| 2001–04   | Lizzie McGuire           | Lizzie McGuire                  | |
| 2003      | American Dreams          | Membro do grupo The Shangri-Las | "Change a Comin" (2ª temporada, episódio 8)                                                                                                 |
| 2003–05   | George Lopez             | Stephanie / Kenzie              | "Team Leader" (2ª temporada, episódio 22) "George's Grand Slam" (4ª temporada, episódio 19)                                                 |
| 2005      | Joan of Arcadia          | Dylan Samuels                   | "The Rise & Fall of Joan Girard" (2ª temporada, episódio 14)                                                                                |
| 2006      | Rebelde                  | Ela mesma                       | 3ª temporada, penúltimo capitulo |
| 2007      | The Andy Milonakis Show  | Ela mesma                       | "Andy Moves To L.A." (3ª temporada, episódio 1)                                                                                             |
| 2007      | Hilary Duff: This Is Now | Ela mesma                       | Documentário sobre o "Dignity" |
| 2009      | Ghost Whisperer          | Morgan Jeffries                 | "Thrilled to Death" (4ª temporada, episódio 19)                                                                                             |
| 2009      | Law & Order: SVU         | Ashlee Walker                   | "Selfish" (10ª temporada, episódio 19) |
| 2009      | Gossip Girl              | Olivia Burke                    | Papel recorrente (3ª temporada) |
| 2010      | Community                | Meghan                          | "Aerodynamics of Gender" (2ª temporada, episódio 7)                                                                                         |
| 2012      | Project Runway           | Jurada Convidada                | "It's Fashion Baby" (10ª temporada, episódio 11)                                                                                            |
| 2013      | Raising Hope             | Rachel                          | "The Old Girl" (3ª temporada, episódio 20)                                                                                                  |
| 2013      | Dois Homens e Meio       | Stacey                          | "Cows, Prepare to Be Tipped" (10ª temporada, episódio 23)                                                                                   |
| 2014      | Real Girl's Kitchen      | Ela mesma                       | "Mali-Booyah" (1ª temporada, episódio 1) "Cooking for a King" (1ª temporada, episódio 4) "Duff Family Crab Boil" (1ª temporada, episódio 5) |
| 2015–2021 | Younger                  | Kelsey Peters                   | Elenco Principal |
| 2022      | The Bachelor             | Ela mesma                       | Participação; 26ª temporada |
| 2022–2023 | How I Met Your Father    | Sophie                          | Elenco Principal |

### Dublagem
| Ano  | Título                  | Papel               | Nota                             |
| ---- | ----------------------- | ------------------- | -------------------------------- |
| 2004 | In Search of Santa      | Princesa Crystal    |                                  |
| 2004 | Frasier                 | Britney             | 11ª temporada, episódio 12       |
| 2012 | Foodfight!              | Sunshine Goodness   |                                  |
| 2013 | Wings                   | Windy               |                                  |
| 2013 | Dora the Explorer       | Jessica (Ice Witch) | "Dora's Ice Skating Spectacular" |
| 2014 | Wings: Sky Force Heroes | Windy               |                                  |

## Discografia
- Santa Claus Lane (2002)
- Metamorphosis (2003)
- Hilary Duff (2004)
- Dignity (2007)
- Breathe In. Breathe Out. (2015)

## Obras publicadas
Trilogia Elixir
- Elixir (2010)
- Devoted (2011)
- True (2013)

## Prêmios e indicações
| Ano  | Premiação                     | Categoria                                    | Trabalho                    | Resultado |
| ---- | ----------------------------- | -------------------------------------------- | --------------------------- | --------- |
| 1999 | Young Artist Awards           | Melhor Performance em um Filme de Televisão  | Casper Meets Wendy          | Indicada  |
| 2000 | Young Artist Awards           | Melhor Performance em um Filme de Televisão  | The Soul Collector          | Venceu    |
| 2002 | Young Artist Awards           | Melhor Desempenho em um piloto de TV         | Lizzie McGuire              | Indicada  |
| 2002 | Young Artist Awards           | Melhor Performance em Série de TV de Comédia | Lizzie McGuire              | Indicada  |
| 2002 | Disney Channel Kids Awards    | Escolha das Crianças                         |                             | Venceu    |
| 2003 | Rolling Stone Magazine Awards | Adolescente do Ano                           |                             | Venceu    |
| 2003 | Teen Choice Awards            | Escolha Atriz revelação de filme             | The Lizzie McGuire Movie    | Venceu    |
| 2003 | Teen Choice Awards            | Escolha Atriz de Filme de Comédia            | The Lizzie McGuire Movie    | Indicada  |
| 2003 | Teen Choice Awards            | Escolha Atriz de Comédia de TV               | Lizzie McGuire              | Indicada  |
| 2003 | VH1 Awards                    | Grande Destaque de 2003                      |                             | Venceu    |
| 2004 | Juno Awards                   | Álbum Internacional do Ano                   | Metamorphosis               | Indicada  |
| 2004 | Kids' Choice Awards           | Cantora Favorita                             |                             | Venceu    |
| 2004 | TMF Awards                    | Melhor Artista Revelação                     |                             | Venceu    |
| 2004 | World Music Awards            | Melhor Artista                               |                             | Venceu    |
| 2004 | Young Artist Awards           | Melhor Elenco de Jovens em um Filme          | Doze é Demais               | Venceu    |
| 2004 | MTV Video Music Awards        | Melhor Vídeo Pop                             | Come Clean                  | Indicada  |
| 2004 | Los Premios MTV Latinoamérica | Melhor Artista Pop Internacional             |                             | Indicada  |
| 2005 | Los Premios MTV Latinoamérica | Melhor Artista Pop Internacional             |                             | Indicada  |
| 2005 | Kids' Choice Awards           | Atriz Favorita de Filme                      | A Nova Cinderella           | Venceu    |
| 2005 | Teen Choice Awards            | Escolha de Cena Marcante em Filme            | A Nova Cinderella           | Venceu    |
| 2005 | Teen Choice Awards            | Escolha Atriz de Filme de Comédia            | A Nova Cinderella           | Indicada  |
| 2005 | Teen Choice Awards            | Escolha Atores com Química                   | A Nova Cinderella           | Indicada  |
| 2005 | Teen Choice Awards            | Escolha Filme Liplock                        | A Nova Cinderella           | Indicada  |
| 2005 | Teen Choice Awards            | Escolha cena de amor em Filme                | A Nova Cinderella           | Indicada  |
| 2006 | Teen Choice Awards            | Escolha Atriz de Comédia                     | Cheaper by the Dozen 2      | Indicada  |
| 2006 | Teen Choice Awards            | Escolha Atriz de Comédia                     | The Perfect Man             | Indicada  |
| 2006 | Radio Disney Music Awards     | Melhor música para dançar                    | Beat of My Heart            | Indicada  |
| 2007 | MuchMusic Video Awards        | Artista Internacional Favorita               |                             | Venceu    |
| 2007 | Teen Choice Awards            | Melhor Canção de Amor                        | With Love                   | Venceu    |
| 2007 | Los Premios MTV Latinoamérica | Prêmio Fashionista — Feminina                |                             | Indicada  |
| 2008 | Basenotes Awards              | Melhor fragrância feminina de celebridade    | With Love... Hilary Duff    | Indicada  |
| 2009 | MTV TRL Awards Italy          | Primeira Dama                                |                             | Venceu    |
| 2009 | MTV TRL Awards Italy          | Video do Ano                                 | Reach Out                   | Venceu    |
| 2010 | Teen Choice Awards            | Escolha da TV: Roubou a Cena                 | Gossip Girl                 | Venceu    |
| 2016 | People's Choice Awards        | Atriz de TV a Cabo Favorita                  | Younger                     | Indicada  |
| 2017 | People's Choice Awards        | Atriz de TV a Cabo Favorita                  | Younger                     | Indicada  |
| 2017 | Teen Choice Awards            | Escolha de Atriz de verão na TV              | Younger                     | Indicada  |
| 2019 | Teen Choice Awards            | Escolha de Atriz de verão na TV              | Younger                     | Indicada  |
| 2020 | Golden Raspberry Awards       | Pior Atriz                                   | The Haunting of Sharon Tate | Venceu    |
| 2023 | Kids' Choice Awards           | Estrela de TV feminina favorita              | How I Met Your Father       | Indicada  |